# Synsphyronus dewae
Synsphyronus dewae är en spindeldjursart som beskrevs av Beier 1969. Synsphyronus dewae ingår i släktet Synsphyronus och familjen gammelekklokrypare. Inga underarter finns listade i Catalogue of Life.